# Харново (Західнопоморське воєводство)
Харново (пол. Charnowo, нім. Ostenhagen) — село в Польщі, у гміні Плоти Ґрифицького повіту Західнопоморського воєводства.
Населення — 55 осіб (2011).
У 1975—1998 роках село належало до Щецинського воєводства.

## Демографія
Демографічна структура станом на 31 березня 2011 року:
|          | Загалом | Допрацездатний вік | Працездатний вік | Постпрацездатний вік |
| -------- | ------- | ------------------ | ---------------- | -------------------- |
| Чоловіки | 28      | 6                  | 22               | 0                    |
| Жінки    | 27      | 6                  | 15               | 6                    |
| Разом    | 55      | 12                 | 37               | 6                    |